# Gageloogbladroller
De gageloogbladroller (Epinotia caprana) is een vlinder uit de familie bladrollers (Tortricidae). De wetenschappelijke naam is voor het eerst geldig gepubliceerd in 1798 door Fabricius.
De soort komt voor in Europa.